# Världscupen i längdskidåkning 1982/1983
Världscupen i längdskidåkning 1982/1983 startade i Val di Sole, Italien den 12 december 1982 och avslutades i Labrador City, Newfoundland, Kanada den 27 mars 1983. Alexander Zavyalov från Sovjetunionen vann herrarnas totalcup, medan Marja-Liisa Hämäläinen från Finland vann damernas dito.

## Tävlingskalender

### Herrar
| Datum            | Plats         | Tävling        | Etta                    |
| 18 december 1982 | Davos         | 15 kilometer   | Pål Gunnar Mikkelsplass |
| 14 januari 1982  | Reit im Winkl | 15 kilometer   | Jan Ottosson            |
| 10 februari 1983 | Sarajevo      | 15 kilometer   | Aleksandr Savjalov      |
| 12 februari 1983 | Sarajevo      | 30 kilometer   | Bill Koch               |
| 20 februari 1983 | Kavgolovo     | 50 kilometer C | Jan Lindvall            |
| 26 februari 1983 | Falun         | 30 kilometer   | Aleksandr Savjalov      |
| 12 mars 1983     | Oslo          | 50 kilometer   | Asko Autio              |
| 19 mars 1983     | Anchorage     | 15 kilometer   | Gunde Svan              |
| 27 mars 1983     | Labrador City | 30 kilometer   | Gunde Svan              |

### Damer
| Datum            | Plats         | Tävling      | Etta                    |
| 12 december 1982 | Davos         | 15 kilometer | Květa Jeriová           |
| 8 januari 1983   | Klingenthal   | 10 kilometer | Britt Pettersen         |
| 14 januari 1983  | Stachy Zadow  | 10 kilometer | Britt Pettersen         |
| 10 februari 1983 | Sarajevo      | 5 kilometer  | Blanka Paulů            |
| 19 februari 1983 | Kavgolovo     | 30 kilometer | Květa Jeriová           |
| 25 februari 1983 | Falun         | 10 kilometer | Květa Jeriová           |
| 5 mars 1983      | Lahtis        | 5 kilometer  | Marja-Liisa Kirvesniemi |
| 12 mars 1983     | Oslo          | 20 kilometer | Britt Pettersen         |
| 20 mars 1983     | Anchorage     | 10 kilometer | Marja-Liisa Kirvesniemi |
| 27 mars 1983     | Labrador City | 10 kilometer | Marja-Liisa Kirvesniemi |

## Slutställning

### Herrar
| Placering | Åkare                   | Nation        | Poäng |
| --------- | ----------------------- | ------------- | ----- |
| 1.        | Aleksandr Savjalov      | Sovjetunionen | 122   |
| 2.        | Gunde Svan              | Sverige       | 116   |
| 3.        | Bill Koch               | USA           | 114   |
| 4.        | Jan Lindvall            | Norge         | 96    |
| 5.        | Thomas Wassberg         | Sverige       | 94    |
| 6.        | Pål Gunnar Mikkelsplass | Norge         | 85    |
| 7.        | Jurij Burlakov          | Sovjetunionen | 82    |
| 8.        | Vladimir Nikitin        | Sovjetunionen | 79    |
| 8.        | Nikolaj Zimjatov        | Sovjetunionen | 74    |
| 10.       | Andy Grünenfelder       | Schweiz       | 71    |

### Damer
| Placering | Åkare                  | Nation          | Poäng |
| --------- | ---------------------- | --------------- | ----- |
| 1.        | Marja-Liisa Hämäläinen | Finland         | 144   |
| 2.        | Brit Pettersen         | Norge           | 136   |
| 3.        | Květa Jeriová          | Tjeckoslovakien | 126   |
| 4.        | Blanka Paulů           | Tjeckoslovakien | 121   |
| 5.        | Anne Jahren            | Norge           | 114   |
| 6.        | Ljubov Liadova         | Sovjetunionen   | 87    |
| 7.        | Inger Helene Nybråten  | Norge           | 80    |
| 8.        | Raisa Smetanina        | Sovjetunionen   | 79    |
| 9.        | Anna Pasarova          | Tjeckoslovakien | 73    |
| 10.       | Marie Risby            | Sverige         | 62    |